# Малий Іван Васильович
Іва́н Васи́льович Малий (18 травня 1928, селище Фрунзе, тепер у складі міста Дніпра Дніпропетровської області — ?) — український радянський державний діяч, 1-й секретар Запорізького міського комітету КПУ.

## Життєпис
Народився в робітничій родині. Батько працював слюсарем на вагоноремонтному, а потім на лісопильному заводі у місті Нижньодніпровську.
У 1935—1941 роках — учень Фрунзенської неповної середньої школи № 41. У 1941—1943 роках разом з батьками мешкав на окупованій німецькими військами території.
У 1943—1945 роках — учень електрика електротехнічної лабораторії Дніпропетровського металургійного заводу імені Петровського. У 1945 році вступив до комсомолу.
У 1945—1949 роках — студент металургійного факультету Дніпропетровського індустріального технікуму, технік-металург.
У 1949—1952 роках — помічник плавильного майстра, диспетчер, інженер-теплотехнік мартенівського цеху Запорізького металургійного заводу «Запоріжсталь».
Член ВКП(б) з липня 1952.
25 жовтня 1952 — грудень 1954 року — 1-й секретар Орджонікідзевського районного комітету ЛКСМУ міста Запоріжжя. У 1952—1955 роках — слухач вечірнього Університету марксизму-ленінізму, пропагандист, лектор з економічних питань. 
У грудні 1954—1958 роках — диспетчер заводу, у 1958—1961 роках — заступник начальника виробничого відділу Запорізького металургійного заводу «Запоріжсталь».
5 серпня 1961 — 21 листопада 1964 року — секретар партійного комітету Запорізького металургійного заводу «Запоріжсталь».
У 1956—1963 роках — студент Всесоюзного заочного політехнічного інституту у Москві, інженер-металург.
У листопаді — грудні 1964 року — головний економіст Запорізького металургійного заводу «Запоріжсталь».
29 грудня 1964 — 20 січня 1968 року — 1-й секретар Запорізького міського комітету КПУ.

## Нагороди
- орден Трудового Червоного Прапора (1966)
- ордени
- медалі